# Scambio mentale
Scambio mentale (Mindswap) è un romanzo di fantascienza umoristica del 1966 di Robert Sheckley.

## Trama
In un universo con innumerevoli mondi, è possibile viaggiare economicamente, con un cambio alla pari del proprio corpo con un altro individuo, sia terrestre che alieno, senza la necessità di un lungo e costoso viaggio nello spazio.
Marvin Flynn è un giovane del Mid-East degli USA, annoiato dalla vita di provincia, e fa richiesta di uno scambio con un abitante di Marte, perché egli possa trascorrere una settimana nel pianeta rosso con le sembianze dell'alieno ospite.
Egli scoprirà ben presto di essere stato vittima di un raggiro da parte del contraente, un tale Ze Kraggash, truffatore ricercato, che si avvale dello Scambio per sfuggire alle forze dell'ordine. Marvin dovrà rendere il corpo ospite entro sei ore, ma non ha il suo dove rientrare così deve rivolgersi al Servizio di Scambi Temporanei, diventando dapprima un quadrupede, stipendiato nella raccolta di uova aliene, poi un funzionario di un altro mondo, il quale, sotto costante minaccia di attentato, presta di buon grado il proprio corpo. In questa forma trascorrerà una settimana e Urf Udorf, l'investigatore marziano che segue il suo caso, riuscirà a rintracciare il truffatore sotto le mentite spoglie di Marvin. Costui però ha ancora un asso nella manica.

## Incipit
Questo normalissimo annuncio fu sufficiente a far galoppare il polso di Flynn. Scambiare il corpo con un marziano... L'idea era eccitante, ma anche repellente sotto certi aspetti.»
(Robert Sheckley, Scambio mentale, 1966)

## Finale
Rincorso da Marvin, Ze Kraggash fugge in un'altra dimensione, il cosiddetto Mondo Distorto, un Universo di caos, dove la normale logica viene meno ma ciò nonostante il protagonista riesce a riprendersi il maltolto e tornare in quello che sembrerebbe la sua patria Terra.
(Robert Sheckley, Scambio mentale, 1966)

## Edizioni
La versione originale del romanzo è stata pubblicata nel 1966. È stato pubblicato tradotto in italiano nel 1968 e ristampato nel 1983 (Classici Urania n.73, copertina di Karel Thole) dalla Arnoldo Mondadori Editore. Una successiva ristampa è avvenuta nel n.1302 su Urania, con copertina di Jacopo Bruno.
- Robert Sheckley, Mindswap, New York, Delacorte, 1966.
- Robert Sheckley, Scambio mentale, traduzione di Ranieri Carano, Nuovi Scrittori Stranieri n.32, Arnoldo Mondadori Editore, 1968.
- Robert Sheckley, Scambio mentale, traduzione di Ranieri Carano, Classici Urania n.73, Arnoldo Mondadori Editore, 1990,  p. 185.
- Robert Sheckley, Scambio mentale, Urania n.1302, Arnoldo Mondadori Editore, 1997,  p. 236.